# Івлєв Володимир Панасович
Володимир Панасович Івлєв (нар. 1929 — ?) — український радянський діяч, 1-й секретар Знам'янського міськкому КПУ Кіровоградської області, голова Кіровоградської обласної ради профспілок. Член Ревізійної Комісії КПУ в 1976—1981 роках.

## Біографія
Освіта вища.
Член КПРС з 1953 року.
До середини 1970-х років — 2-й секретар Знам'янського міського комітету КПУ Кіровоградської області.
З середини 1970-х років до січня 1980 року — 1-й секретар Знам'янського міського комітету КПУ Кіровоградської області.
У січні 1980 року — після 1991 року — голова Кіровоградської обласної ради професійних спілок.